# Helius tienmuanus
Helius tienmuanus là một loài ruồi trong họ Limoniidae. Chúng phân bố ở miền Cổ bắc.